# Lainey Wilson
Lainey Wilson (Baskin, 19 maggio 1992) è una cantante statunitense.

## Biografia
Cresciuta a Oxford, in Louisiana, Wilson ha iniziato a farsi conoscere dopo aver pubblicato l'album in studio di debutto Tougher del 2016, classificatosi nella Top Country Albums di Billboard. Due anni più tardi è stato reso disponibile per il commercio il suo primo EP eponimo tramite la BBR Music Group, promosso dal singolo Things a Man Oughta Know, certificato oro dalla Recording Industry Association of America e doppio platino dalla Music Canada. Il brano, che le ha fruttato due ACM Award, si è anche garantito il piazzamento nella Hot 100 statunitense e nella Canadian Hot 100, oltre ad essere stato incluso nella lista tracce del secondo disco Sayin' What I'm Thinkin'.
Agli iHeartRadio Music Awards 2022 si è aggiudicata il premio al miglior nuovo artista country.
È ritornata sulle scene musicali nell'agosto 2024 col quarto LP, Whirlwind, il primo a entrare la top 10 della Billboard 200 e la top 15 della Official Albums Chart; il disco è stato inoltre promosso dal Country's Cool Again Tour. Si è portata a casa quattro Academy of Country Music Awards, tra cui quello all'album dell'anno per Whirlwind, nel maggio 2025.

## Discografia

### Album in studio
- 2016 – Tougher
- 2021 – Sayin' What I'm Thinkin'
- 2022 – Bell Bottom Country
- 2024 – Whirlwind

### EP
- 2018 – Lainey Wilson

### Singoli
- 2018 – Workin' Overtime
- 2018 – High on Somethin'
- 2021 – Two Story House
- 2021 – Christmas Cookies
- 2021 – Never Say Never (con Cole Swindell)
- 2022 – Heart like a Truck
- 2022 – Watermelon Moonshine
- 2022 – Live Off
- 2023 – Smell like Smoke
- 2023 – Wildflowers and Wild Horses
- 2024 – Country's Cool Again
- 2024 – Go Home w You (con Keith Urban)
- 2024 – Hang Tight Honey
- 2024 – Out of Oklahoma
- 2024 – 4x4xU
- 2024 – Good Horses (feat. Miranda Lambert)

### Collaborazioni
- 2022 – Wait in the Truck (Hardy feat. Lainey Wilson)

## Tournée
- 2023 – Country with a Flair Tour
- 2024 – Country's Cool Again Tour
- 2025 – Whirlwind World Tour

## Filmografia
- Yellowstone – serie TV, 5 episodi (2022-2024)